# Eriochrysis
Eriochrysis és un gènere de plantes de la família de les poàcies, ordre de les poals, subclasse de les commelínides, classe de les liliòpsides, divisió dels magnoliofitins.

## Taxonomia
- E. laxa Swallen

(vegeu-ne una relació més exhaustiva a Wikispecies)

## Sinònims
Leptosaccharum (Hack.) A. Camus, 
Plazerium Kunth, nom. inval.